# مارية زكي
ماريا زكي هي شاعرة وكاتبة مغربية باللغة الفرنسية. ولدت في 6 ديسمبر 1964 بمدينة الجديدة. تحمل مارية الجنسية المغربية والبلجيكية.